# Festiwal „Muzyka Chopina na wolnym powietrzu”

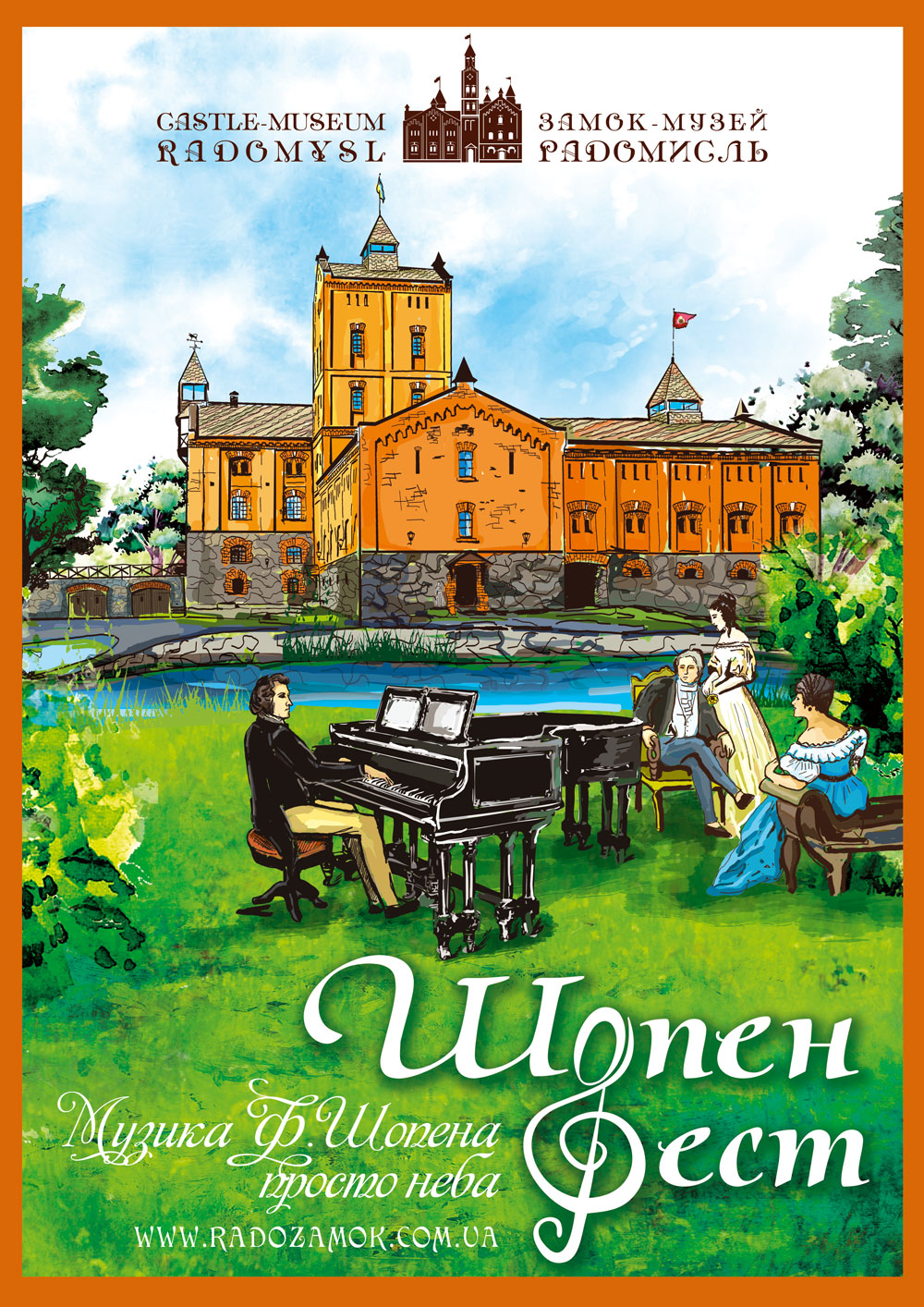
Chopinfest

„Muzyka Chopina na wolnym powietrzu”, czyli „ChopinFest” – coroczny międzynarodowy festiwal muzyki Fryderyka Chopina. Odbywa się na terenie historycznego kompleksu kulturalnego „Zamek Radomyśl” (m. Radomyśl, obwód Żytomierski, Ukraina) od 2014 roku.
Zainicjowany przez lekarkę i działaczkę społeczną Olgę Bohomolec. Współorganizatorami festiwalu są Ambasada RP w Kijowie, Instytut Polski w Kijowie, oraz Kompleks Historyczno-Kulturalny „Zamek Radomyśl”.
Specyficzną cechą festiwalu jest to, że publiczność słucha muzyki w otoczeniu przyrody, mianowicie na jednej z wysp na terenie Zamku – na ławkach, krzesłach lub leżąc na kocach rozłożonych na trawie. Poza tym miejscem muzyki można posłuchać w Sali Michałowskiej, gdzie odbywają się koncerty muzyki kameralnej.
Celem festiwalu jest popularyzacja dzieł Chopina wśród Ukraińców i umożliwienie zbliżenia i pojednania Ukraińców i Polaków.

## Historia
Pierwszy festiwal „Muzyka Chopina na wolnym powietrzu” odbył się 14-15 czerwca 2014 r. W nim wzięli udział: Piotr Szychowski – laureat międzynarodowych konkursów pianistycznych w Rzymie, Bukareszcie, Takasaki, Darmstadcie, Ettlingenie, Bydgoszczy, Łodzi i Warszawie; Inessa Poroszyna, solistka Narodowej Filharmonii Ukrainy; Larysa Deordijeva, solistka Narodowej Filharmonii Ukrainy, laureatka Ogólnoukraińskiego Konkursu pianistów im. Łysenki oraz uczniowie szkół muzycznych w Kijowie.
Drugi festiwal odbył się 13-14 czerwca 2015 r. Wśród uczestników byli: Jacek Kortus – laureat pierwszej nagrody oraz „Grand Prix” na IX Międzynarodowym Konkursie Chopinowskim w Antoninie, także pierwszej nagrody na Ogólnopolskim Konkursie im. profesora Ludwika Stefańskiego w Płocku; Tetiana Szafran; Inessa Poroszyna oraz uczniowie szkół muzycznych w Kijowie i Żytomierzu.
Trzeci festiwal „Muzyka Chopina na wolnym powietrzu” odbył się 11-12 czerwca 2016 r.
Czwarty festiwal zorganizowano w dniach 17-18 czerwca 2017 r.
Piąty festiwal odbył się 23-24 czerwca 2018 r. Głównymi jego uczestnikami zostali uczniowie szkół muzycznych z całej Ukrainy.
Wśród gości festiwalu „Muzyka Chopina na wolnym powietrzu” są ambasadorowie Belgii, Łotwy, Mołdawii, Rumunii, Serbii, Francji, Kirgistanu, Korei Południowej, Pakistanu, Turcji i Japonii.

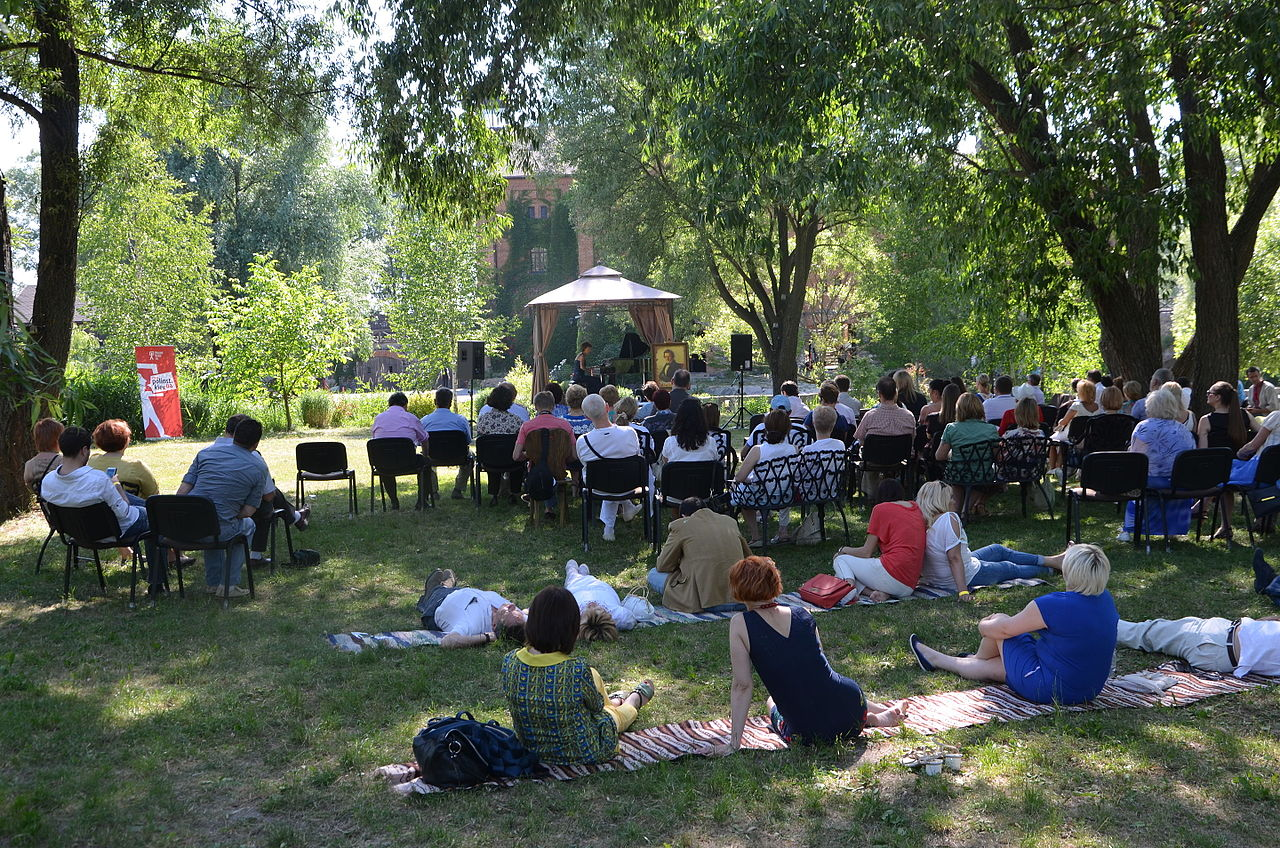
Publiczność na festiwalu w 2015

## Dobroczynność
Festiwal „Muzyka Chopina na wolnym powietrzu” ma charakter charytatywny. Pieniądze ze sprzedaży biletów są przekazywane przy pomocy platformy publicznej „Ludzie pomagają ludziom” rodzinom zabitych podczas działań wojennych na wschodzie Ukrainy. W tym samym celu w trakcie trzeciego festiwalu organizatorzy zorganizowali jarmark charytatywny.